# 秋笹政之輔
秋笹 政之輔（あきささ まさのすけ、1903年1月16日 - 1943年7月15日）は、日本の戦前の政治運動家。日本共産党中央委員、「赤旗」編集長。

## 経歴
埼玉県北足立郡田間宮村（現鴻巣市）出身。本名は正之輔。埼玉県立熊谷中学校を経て早稲田大学附属第二高等学院に進む。同学院在学中に関東学生連合会に加盟、組織部長・常任委員。1926年3月、京都学連事件に連座、軍事教練反対などの運動を指導、退学処分になる。　
1927年1月、産業労働調査所に入り機関誌『インターナショナル』の編集発行人。1927年10月、労働農民党に入党、本部書記。1928年7月、日本共産党に入党。
1929年4月、四・一六事件で逮捕、懲役5年の判決を受けたが病気を理由に1931年2月に保釈出所。同年8月頃共産党に復帰、中央アジ・プロ 部員。1932-33年頃『日本資本主義発達史講座』（岩波書店刊）に論文「植民地政策史」を執筆。1933年、党機関紙「赤旗」編集長。同年9月下旬党中央委員候補。
同年12月23日、警察のスパイの疑いによる小畑達夫、大泉兼蔵の査問（日本共産党スパイ査問事件）に加わる。同年12月24日、小畑達夫の急死により査問を終了、大泉兼蔵の処分を一任される。この日中央委員に任命される。1934年1月14日、警察の動きを察知し査問場所から逃亡したが、同年4月2日逮捕、検挙され、懲役7年。服役中に精神を病み、獄中で死亡。